# 何资琛
何资琛（？—1952年12月），又名何之瑜、贺松生:78，湖南安乡人，中国共产党早期人物。

## 生平
何资琛生年不详，早年就读于北大法科。入党时间不详，曾在李大钊领导的中共北方区委民族工作委员会中工作。1925年历任中国社会主义青年团北京地委委员、组织部负责人、宣传部负责人，后被派遣至张家口一带从事农民运动工作。1926年前往湖南，至1927年5月担任中共湘潭地委书记，期间前往武汉参加中共五大。1927年8月到武汉向中共中央临时政治局常委会汇报关于湖南省委的秋收暴动计划，但未得到批准。秋收暴动后又向中共中央写材料汇报了相关情况。1927年10月至1928年5月担任中共湖南省委常委、组织局负责人。1928年6月作为湖南代表前往莫斯科出席中共六大，并在大会上发言。回国后历任中共山东省委秘书长、上海总工会秘书长。后因参加托派组织“无产者社”而被开除出党，1931年被南京国民政府逮捕，1937年获释。出狱后前往四川任教，并照顾陈独秀的生活，直至陈独秀去世。1948年参加托派组织“中国国际主义工人党”。中华人民共和国成立后，于1952年12月被逮捕判刑，当月病逝于上海市提篮桥监狱。:78-79:534-536;675-676:79-91:148-152

## 家庭
在七一五事变后，何资琛与曾在长沙掩护其工作的中共党员张以森结婚，二人后共同因参与托派活动而被开除党籍:399。